# Chrysolina carpathica
Chrysolina carpathica es un coleóptero de la familia Chrysomelidae.
Fue descrita científicamente en 1856 por Fuss.